# 2 Filhos de Francisco (trilha sonora)
A trilha sonora do filme 2 Filhos de Francisco também foi lançado em 2005, mas também teve a presença de Zezé Di Camargo & Luciano e das participações especiais de Antônio Marcos (já falecido), Maria Bethânia, Caetano Veloso, Wanessa Camargo, Nando Reis, Chitãozinho & Xororó e Ney Matogrosso. A trilha sonora foi lançada em CD.

## Faixas
| N.º | Título                                   | Compositor(es)                                     | Intérprete (s)                                  | Duração |  |
| 1.  | "Como Vai Você"                          | Antônio Marcos / Mário Marcos                      | Zezé Di Camargo & Luciano, Antônio Marcos       | 4:13    |  |
| 2.  | "Tristeza do Jeca"                       | Angelino de Oliveira                               | Maria Bethânia, Caetano Veloso, Zezé Di Camargo | 3:00    |  |
| 3.  | "O Lavrador"                             | Nicéas Drumont / Felisbelo da Silva / Cecílio Nena | Wanessa Camargo, Nando Reis                     | 4:06    |  |
| 4.  | "Luar do Sertão"                         | João Pernambuco / Catulo da Paixão Cearense        | Zezé Di Camargo & Luciano, Chitãozinho & Xororó | 4:04    |  |
| 5.  | "Eu e Meu Pai"                           | Vicente Dias / Cleide                              | Zezé Di Camargo & Luciano                       | 4:04    |  |
| 6.  | "Saudade Brejeira"                       | José Eduardo Morais / Nasr Chaul                   | Zezé Di Camargo, Caetano Veloso                 | 4:29    |  |
| 7.  | "É o Amor (ao vivo)"                     | Zezé Di Camargo                                    | Zezé Di Camargo & Luciano                       | 4:29    |  |
| 8.  | "Calix Bento"                            | Tradicional (adaptação: Tavinho Moura)             | Ney Matogrosso, Caetano Veloso                  | 2:48    |  |
| 9.  | "No Dia Em Que Eu Saí de Casa (ao vivo)" | Joel Marques                                       | Zezé Di Camargo & Luciano                       | 3:21    |  |
| 10. | "Pra Mudar a Minha Vida"                 | César Augusto / Piska                              | Zezé Di Camargo & Luciano                       | 3:49    |  |
| 11. | "Dou a Vida Por Um Beijo"                | Antônio Luiz / Cecílio Nena / Lalo Prado           | Zezé Di Camargo & Luciano                       | 4:30    |  |
| 12. | "Toneladas de Paixão"                    | Darci Rossi / Alexandre / Serginho Sol             | Zezé Di Camargo & Luciano                       | 3:40    |  |
| 13. | "Colheita de Milho (Chiquinha)"          | Hamilton Carneiro / Andrade                        | Zezé Di Camargo & Luciano                       | 3:32    |  |
| 14. | "Tá Faltando Alguém Aqui"                | Zezé Di Camargo / Pescuma / Henrique               | Zezé Di Camargo & Luciano                       | 3:25    |  |